# カール・クリスティアン (ナッサウ＝ヴァイルブルク侯)
カール・クリスティアン（独:Karl Christian von Nassau-Weilburg, 1735年1月15日 - 1788年11月28日）は、ナッサウ＝ヴァイルブルク侯（在位：1753年 - 1788年）。

## 生涯
ナッサウ＝ヴァイルブルク侯カール・アウグストと、同族のナッサウ＝イトシュタイン侯ゲオルク・アウグストの娘アウグステ・フリーデリケの間の一人息子として、ヴァイルブルクで生まれた。11歳のとき、カール・クリスティアンはデンマーク軍人のデ・ラ・ポトリ大佐に付き添われて、教育のためにスイスのローザンヌへ留学した。父の後を継いだ1753年から翌年の1754年まで、カール・クリスティアンは親類のナッサウ＝ウージンゲン侯カールの後見下にあった。カール・クリスティアンは初めオランダ軍の歩兵連隊の司令官として出仕し、1769年にはオーバーライン・クライス連合軍の元帥に就任している。カール・クリスティアンはベルゲン・オプ・ゾームおよびマーストリヒト、スルイスの総督を務め、またオランダ近衛騎兵連隊の隊長でもあった。
カール・クリスティアンは1784年、自分の領国ナッサウ＝ヴァイルブルクに新たな行政区分を制定した。内政では、彼は自分に仕えた官僚、聖職者、教師の未亡人たちのための年金基金を創設した。またヴァイルブルクの領民たちからの要請を受け、領国内に住む貧民たちを追放している。さらにカール・クリスティアンは領内の教育制度をも新しく整備した。また、カール・クリスティアンは1783年、ナッサウ家の諸侯たちとともに同族結社を結成している。
カール・クリスティアンは1788年に亡くなり、息子のフリードリヒ・ヴィルヘルムが後を継いだ。

## 子女

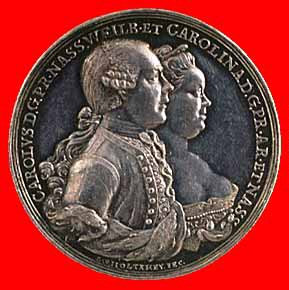
ナッサウ＝ヴァイルブルク侯カール・クリスティアンとその妃カロリーネの肖像が彫られたメダル

カール・クリスティアンは1755年にオラニエ公ウィレム4世を訪ねた際にウィレム4世の娘のカロリーネと知り合い、二人は1760年に結婚した。夫妻の間には16人の子供があったが、うち5人が生まれてすぐ死んだため名前が無く、また成人したのは7人だけであった。
- ゲオルク・ヴィルヘルム（1760年 - 1762年）
- ヴィルヘルム・ルートヴィヒ（1761年 - 1770年）
- アウグスタ（1764年 - 1802年） - クヴェードリンブルクおよびヘルフォルト女子修道院の修道女
- ルイーゼ（1765年 - 1837年） - 1783年、ロイス＝グライツ侯ハインリヒ13世と結婚
- フリードリヒ・ヴィルヘルム（1768年 - 1816年） - ナッサウ＝ヴァイルブルク侯
- カロリーネ（1770年 - 1828年） - ヴィート＝ルンケル侯カール・ルートヴィヒと結婚
- カール・ルートヴィヒ（1772年）
- カール・フリードリヒ（1775年 - 1807年）
- アマーリエ（1776年 - 1841年） - 1793年、アンハルト＝ベルンブルク＝シャウムブルク＝ホイム侯ヴィクトル2世と結婚
- ヘンリエッテ（1780年 - 1857年） - 1797年、ヴュルテンベルク公ルートヴィヒ（ヴュルテンベルク王フリードリヒ1世の弟）と結婚
- カール（1787年）

| 爵位・家督              | 爵位・家督                                 | 爵位・家督                      |
| ----------------------- | ------------------------------------------ | ------------------------------- |
| 先代 カール・アウグスト | ナッサウ＝ヴァイルブルク侯 1753年 - 1788年 | 次代 フリードリヒ・ヴィルヘルム |